# Сушица (община Маврово и Ростуше)
Вижте пояснителната страница за други значения на Сушица.
Сушица (на македонска литературна норма: Сушица) е село в Северна Македония, в община Маврово и Ростуше.

## География
Селото е разположено в областта Мала Река високо в планината Бистра в долината на Мала река.

## История
В XIX век Сушица е българско мияшко село в Реканска каза на Османската империя. В „Етнография на вилаетите Адрианопол, Монастир и Салоника“, издадена в Константинопол в 1878 година и отразяваща статистиката на населението от 1873 година, Сушица (Souchitza) е посочено като село с 30 домакинства, като жителите му са 96 българи.
Според статистиката на Васил Кънчов („Македония. Етнография и статистика“) в 1900 Сушица има 156 жители българи християни.
На Етнографската карта на Битолския вилает на Картографския институт в София от 1901 година Сушица е чисто българско село в Реканската каза на Дебърския санджак с 24 къщи.
Цялото население на селото е под върховенството на Българската екзархия. По данни на секретаря на екзархията Димитър Мишев („La Macédoine et sa Population Chrétienne“) в 1905 година в Сушица има 192 българи екзархисти и в селото функционира българско училище.
Според статистика на вестник „Дебърски глас“ в 1911 година в Сушица има 25 български екзархийски къщи.
След Междусъюзническата война селото попада в Сърбия.
На етническата си карта на Северозападна Македония в 1929 година Афанасий Селишчев отбелязва Сушица като българско село.
Според преброяването от 2002 година селото е без жители.

## Личности
Родени в Сушица
- Аврам Яковов, български зограф
- Велко Иванов (? - 1896), майстор строител, починал във видинското село Орешец[8]
- Глигор (Григор) Аврамов, 25-годишен, бозаджия, основно образование, македоно-одрински опълченец, 1 рота на 1 дебърска дружина, носител на бронзов медал[9]
- Евгени Цветков, български революционер[10]
- Марко, български зограф, може би идентичен с Марко Дебралията, работил около 1885 година в Карея[11]
- Нове, зограф, рисувал в Кучковския манастир през 1838 година, като на иконата на Света Богородица има надпис „Сей храмъ стагѡ архангела Михаіила писавъ и сей икони со рȢкою грѣшни Нове ѿ Дебъръ село СȢшица синȢ. Галичникъ ради дȢшевное спасение 1838“[12][13]
- Соне Алексов, македоно-одрински опълченец, 25-годишен, бозаджия, неграмотен, 1 рота на 1 дебърска дружина, безследно изчезнал на 9 юли 1913 година[14]
- Спиро Мицев, български опълченец
- Ташко Цветков (? – 1905), български революционер
- Христо Янков (? – 1911), български зограф